# Intersection (filme)
Intersection (Brasil: Intersection - Entre dois mundos ou Intersection - Uma Escolha, Uma Renúncia / Portugal: Encruzilhada) é um filme de 1994, dirigido por Mark Rydell e estrelado por Richard Gere, Sharon Stone, e Lolita Davidovich.
A refilmagem do filme francês Les choses de la vie (1970) de Claude Sautet, a história - definido em Vancouver, Columbia Britânica - diz respeito a um arquiteto (interpretado por Gere), que, como seu clássico Mercedes 280SL se envolve em uma colisão em uma estrada remota, flashes através de momentos-chave de sua vida, incluindo seu casamento com a bela, mas fria herdeira (Stone) e sua subseqüente caso com uma mulher mais jovem (Davidovich).

## Sinopse
Vincent Eastman e sua esposa, Sally, tem uma empresa de arquitetura juntos. Ele é o arquiteto e diretor criativo, enquanto ela está no comando do fim do negócio.
Infeliz em casa, Vincent encontra uma jornalista, Olivia, e uma faísca romântica incendeia entre eles. Eles participam de uma venda antiga juntos e começar a ver uns aos outros sempre que possível. Depois de uma briga com Sally em casa, ele se move para fora.
Ao tentar decidir qual caminho seguir com a sua vida, o carro de Vincent está acelerando ao longo de uma estrada remota. Assim como ele faz a sua mente o que fazer, Vincent está envolvido em um acidente de estrada violenta. Ele morre em um hospital, sua vida pessoal para sempre sem solução.

## Elenco
- Richard Gere como Vincent Eastman
- Sharon Stone como Sally Eastman
- Lolita Davidovich como Olivia Marshak
- Martin Landau como Neal
- David Selby como Richard Quarry
- Jennifer Morrison como Meaghan Eastman (como Jenny Morrison)

## Recepção
O filme recebeu críticas negativas por parte dos críticos, com o Rotten Tomatoes segurando este filme com uma classificação de 7% com base em 28 comentários. Ele também rendeu a Sharon Stone um prêmio Framboesa de Ouro e um prêmio Stinkers Bad Movie Awards para seu desempenho no filme (também para The Specialist).

### Bilheteria
O filme teve um fraco desempenho nas bilheterias.